# Haren (limburgisches Adelsgeschlecht)

Wappen derer von Haren

Der Geschlechtername Van Haren beschreibt eine landadelige Patrizier-Familie, welche ursprünglich aus der ehemaligen Herrschaft Valkenburg abstammte. Der Name der Familie geht auf ihre Stammburg Haren bei Voerendaal nahe der Stadt Heerlen zurück. 
Mit Gerhard von Haren († vor 1422) verzog Ende des 14. Jahrhunderts ein Zweig dieser Familie in die Freie Reichsstadt Aachen, wo dessen Nachkommen unter der deutschen Nennung von Haren bekannt wurden und verschiedene Familienmitglieder eine hohe Position als Schöffe sowie Bürgermeister der Reichsstadt Aachen erlangten. Aus diesem Zweig entwickelte sich dann im 16. Jahrhundert ein weiterer, welcher in die Provinz Friesland umsiedelte und deren Mitglieder ebenfalls hohe öffentliche Ämter bekleideten.
Die Familie ist von dem westfälisch-baltischen Adelsgeschlecht Haaren und dem westfälischen Adelsgeschlecht Haren zu unterscheiden.

## Geschichte
Die ersten Nennungen des Geschlechts gehen auf den Anfang des 13. Jahrhunderts zurück, nach denen es zu jener Zeit zwei Hauptlinien der Familie gab. Zum einen war ein gewisser Adam van Haren, Herr auf Schloss Borgharen bei Maastricht, der Stammvater der Linie Borgharen, welche allerdings bereits um 1360 ausstarb. Parallel dazu saß auf der Burg Haren Ritter Ogier van Haren, ein Nachkomme des Adam van Haren aus Borgharen, und begründete die Linie Haren-Voerendaal. Dieser Linie entstammte schließlich Gerhard von Haren († vor 1422), ein Sohn der Eheleute Adam van Haren, Ritter und Herr auf Voerendaal, und Mechtildis von Cortenbach. Er war verheiratet mit Mette Holzappel und trat 1411 als erstes Mitglied der Familie als Schöffe und Bürgermeister der Reichsstadt Aachen in Erscheinung.
Nach Gerhard von Haren bekleideten auch seine Söhne Gerhard von Haren, der Jüngere († um 1458) und Adam von Haren, der Ältere († 1454) sowie dessen gleichnamiger Sohn Adam von Haren, der Jüngere († um 1511) und schließlich Everhard von Haren († vor 1530), Sohn des letzten Adams, jeweils für mehrere Wahlperioden das Amt des Bürgermeisters. Darüber hinaus waren Angehörige der Familie als Lehnsmänner des Aachener Münsterstiftes beurkundet und besaßen zeitweise so bedeutende Güter wie beispielsweise den Großen Neuenhof (auch als Gut Baenlä bekannt), die Güter Hanbruch, Kalkofen, Margraten im Roderland und Schurzelt sowie weitere Häuser und Grundstücke in der Stadt Aachen.
Nachdem sich die Familie von Haren Anfang des 16. Jahrhunderts der Reformation angeschlossen hatte, war sie im Rahmen der beginnenden Aachener Religionsunruhen von Nachstellungen betroffen und so zogen es die Nachkommen des Everhards vor, dauerhaft auf ihren Gütern im Maasland zu bleiben. Einer der Söhne Everhards hieß offensichtlich auch Everhard, denn der in einigen Quellen und unten aufgeführte Adam van Haren (1540–1589), geboren im Valkenburger Land, muss im Gegensatz zu einigen Quellen und aufgrund seiner Lebensdaten eher ein Enkel des älteren Everhard von Haren und dessen zweiten Frau Alvarade von Schwartzenberg gewesen sein, da dieser Everhard 1529 letztmals als Schöffe in Aachen erwähnt wird und Alvarade sich 1536 erneut vermählte. Somit war Adam der Sohn des jüngeren Everhards und dessen Frau Margit Hagen und Enkel des älteren Everhards.
Dieser nun im Herzogtum Limburg und später auch nach Friesland sich ausbreitende Familienzweig nannte sich fortan wieder wie in den Anfangsjahren „van Haren“, und einige Mitglieder erhielten das Adelsprädikat Jonkheer in ihrem Namen. Die Familie avancierte im Laufe des 17. Jahrhunderts zu einer vornehmen friesischen Familie, welche sich den friesischen Statthaltern gegenüber loyal verhielten. Mitglieder der Familie bekleideten unter anderem vom Jahre 1673 an bis in das Jahr 1795 alle Grietmannen (Richter/Schultheiß) der friesischen Gemeinde Weststellingwerf. Im Jahre 1850 verstarb das letzte männliche Mitglied auch dieses Familienzweiges.

## Bekannte Familienmitglieder (Auswahl)

### Aachener Zweig (von Haren)
1. Gerhard von Haren, der Ältere († 1422), Schöffe und Bürgermeister der Stadt Aachen; Besitzer u. a. der Güter Baenlä, Hanbruch und Kalkofen sowie von Haus Lewenberg
  1. Gerhard von Haren, der Jüngere († 1458), Schöffe und Bürgermeister der Stadt Aachen; Erbe von Haus Lewenberg
  2. Adam von Haren, der Ältere (1409–1454), Schöffe und Bürgermeister der Stadt Aachen; Erbe der Güter Baenlä, Hanbruch und Kalkofen, Besitzer von Gut Margraten; überschrieb das Gut Baenlä dem Benediktinerinnenkloster St. Mauritius in Köln als Mitgift anlässlich des Profess seiner Tochter Mettel (Mechtildis)
    1. Gerhard von Haren († 1474), Schöffe und Jülichscher Vogt und Meier in Aachen; Erbe von Gut Kalkofen
      1. Agnes von Haren, heiratete den Bürgermeister Fetschin Colyn und erbte das Gut Kalkofen, welches über ihre Tochter Anna an deren Gatten Werner Freiherr von Merode-Houffalize fiel.

    2. Adam von Haren, der Jüngere (1435–1517), Schöffe und Bürgermeister der Stadt Aachen; Erbe der Güter Margraten und Hanbruch sowie der Alten Mühle von Gut Schurzelt aus dem Nachlass seines Bruders Frambach; überschrieb das Gut Hanbruch ebenfalls dem Kloster in Köln als Mitgift anlässlich des Profess seiner beiden Töchter
      1. Everhard von Haren (um 1475–1530), Schöffe und Bürgermeister der Stadt Aachen; Erbe der Alten Mühle von Gut Schurzelt, von Gut Margraten sowie des Hauses Lewenberg aus dem Nachlass seiner Vetternlinie; setzte sich maßgeblich für die Reform des Aachener Gaffelbriefs ein.
        1. Everhard von Haren (um 1510 – um 1589), verh. mit Margrit (von) Hagen; verließ Aachen aus politischen und religiösen Gründen; 1534–1547 Drost von Boxmeer und ab 1555 Cranendonck;[13] Ahnherr des neuen friesischen Zweiges.
          1. Adam van Haren (1540–1589), siehe Friesischer Zweig:

### Friesischer Zweig (van Haren)

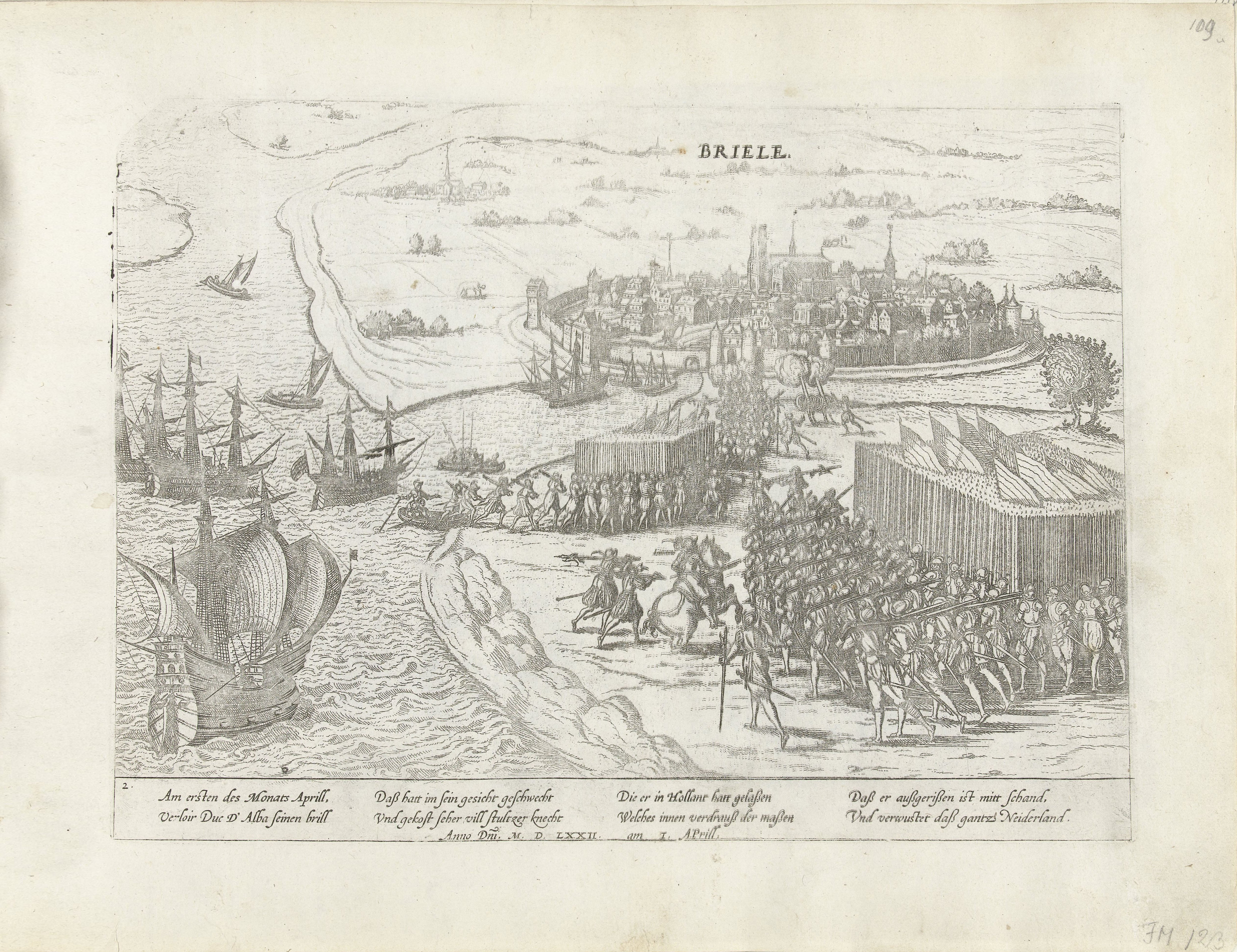
Die Eroberung von Brielle durch die Wassergeusen am 1. April 1572. (Stich von Frans Hogenberg)

1. Adam van Haren (1540–1589), Sohn des jüngeren Everhard von Haren und der Margrit (von) Hagen, Mitglied im Verbund der Edlen, Kapitän der Wassergeusen, Rats- und Kammerherr des niederländischen Statthalters Wilhelm von Oranien sowie Hofmeister des friesischen Statthalters Graf Wilhelm Ludwig von Nassau-Dillenburg ernannt.[14]
  1. Willem I. van Haren (1581 in Arnheim–1649 in Den Haag), war Oberstallmeister von Wilhelm Ludwig von Nassau-Dillenburg sowie Rat der niederländischen Generalstaaten.
    1. Ernst van Haren (1623 in Leeuwarden–1701 ebendort), Grietman von Weststellingwerf und Deputierter der Provinz Friesland zur Zeit der Republik der Sieben Vereinigten Provinzen.
      1. Wilhelm III. van Haren (1655 in Heerenveen–1728 in Sint Annaparochie), Grietman von Weststellingwerf, Doniawerstal und Het Bildt.
        1. Adam Ernst van Haren (1683–1717), Grietman von Het Bildt, Deputierter der Provinz Friesland.
          1. Willem van Haren (1710–1768), bedeutender niederländischer Dichter, Grietman von Het Bildt, Gesandter in Brüssel und friesischer Deputierter in der Sitzung der niederländischen Generalstaaten. Seine außereheliche Tochter Henriette Amalia de Nerha war die Geliebte des französischen Aristokraten, Staatsmannes und Schriftstellers Mirabeau.[15]
          2. Onno Zwier van Haren (1713–1779), Literat und Staatsmann. Jugendfreund und Günstling des späteren Erbstatthalters Wilhelm IV. von Oranien-Nassau und dessen Gemahlin Anna von Hannover.
            1. Duco van Haren (1747 in Den Haag–1801 in Weimar), Grietmann von Het Bildt, flüchtete im Jahre 1795 vor den französischen Truppen nach Deutschland, Gouverneur des sächsischen Erbprinzen Karl Friedrich.
            2. Willem Anne van Haren (1749 in Den Haag–1835 in Veenklooster, Gemeinde Kollumerland en Nieuwkruisland), zur Zeit der französischen Besatzung im Jahre 1797 nach Emden ausgewandert, um Im Jahre 1813 erneut in seine Heimat zurückzukehren. Van Haren war zwischen den Jahren 1814 und 1830 Mitglied der Staaten von Friesland.

    2. Willem II. van Haren (1626–1708), friesischer Staatsmann, Diplomat, Rechenmeister der Staaten von Friesland und Kurator der Universität Franeker.

Porträt-Aufnahmen
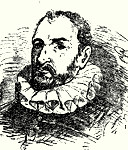
Adam van Haren (1540–1589)
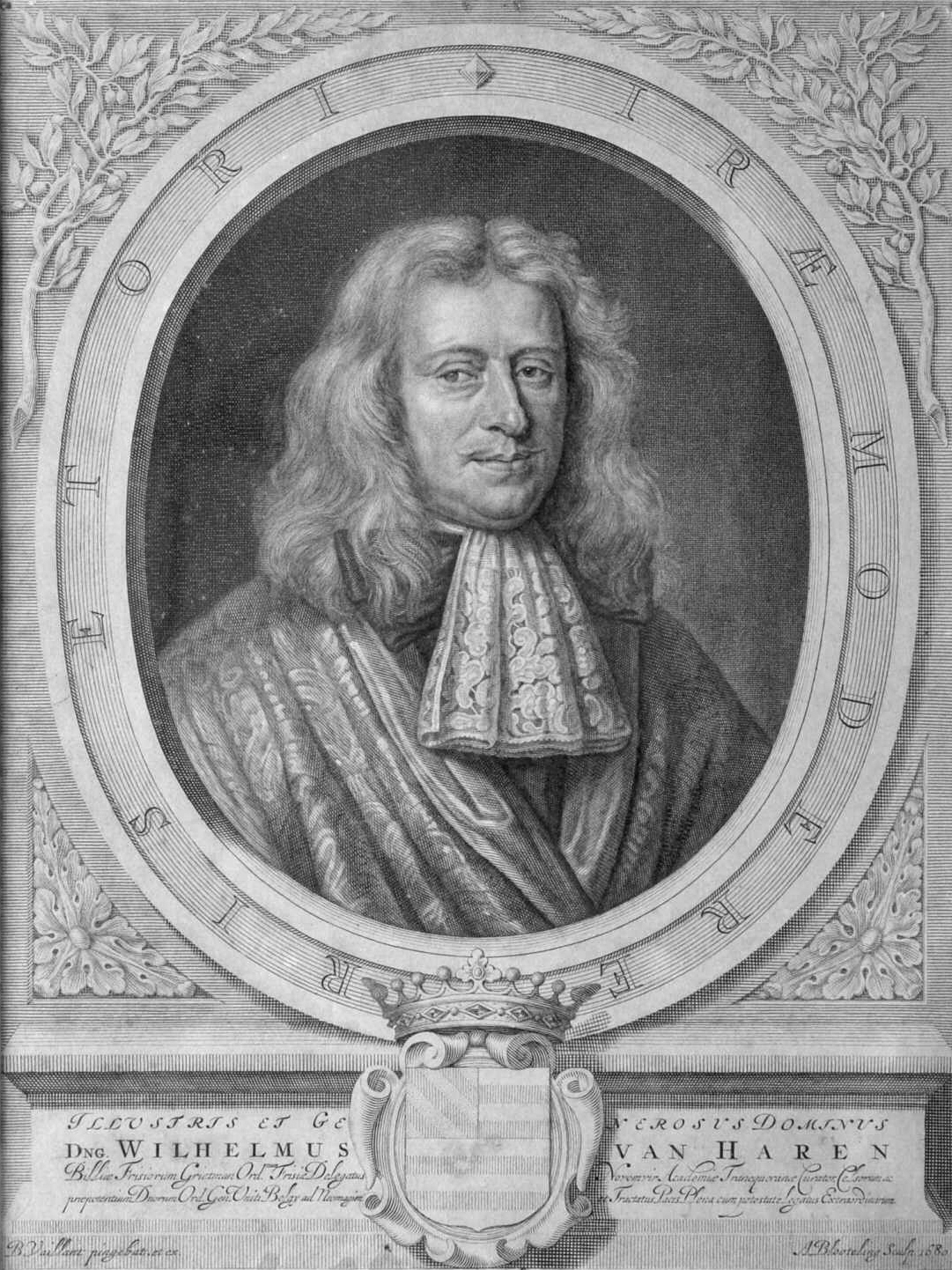
Willem van Haren (1626–1708)
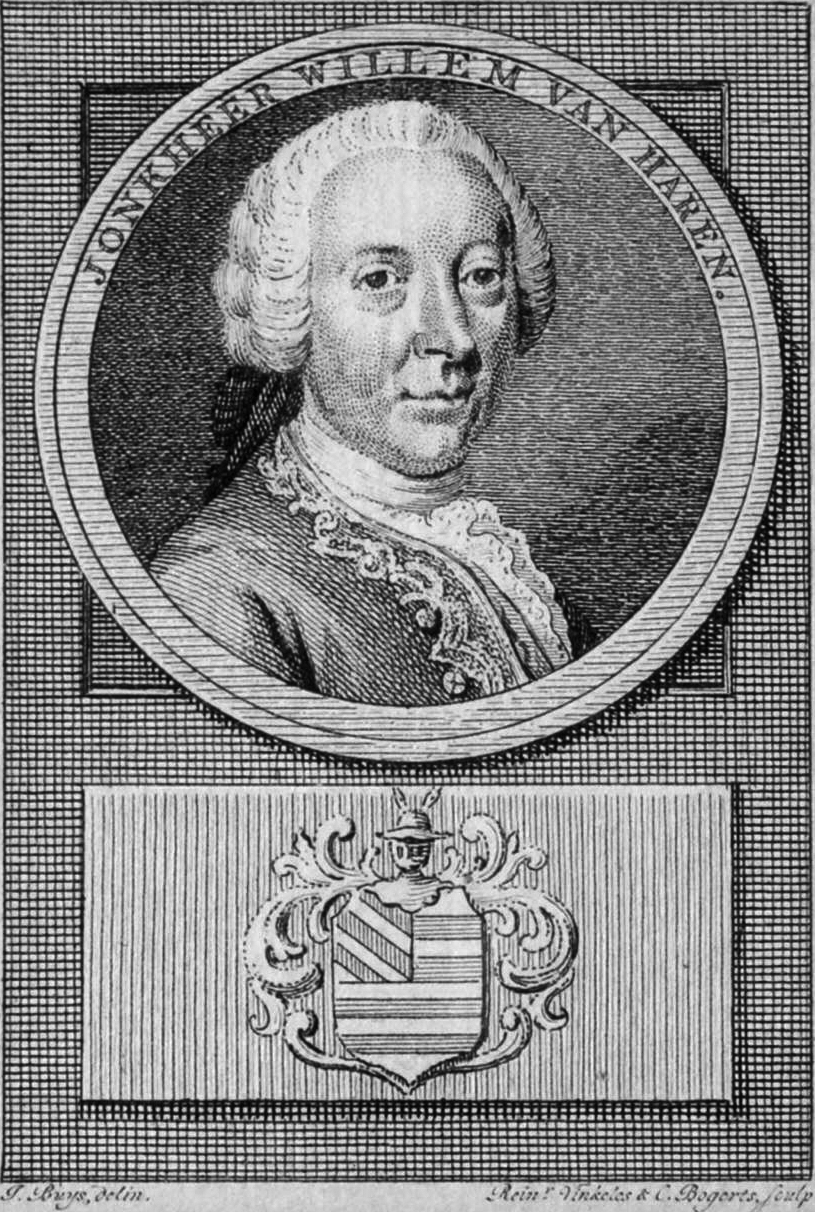
Willem van Haren (1710–1768)
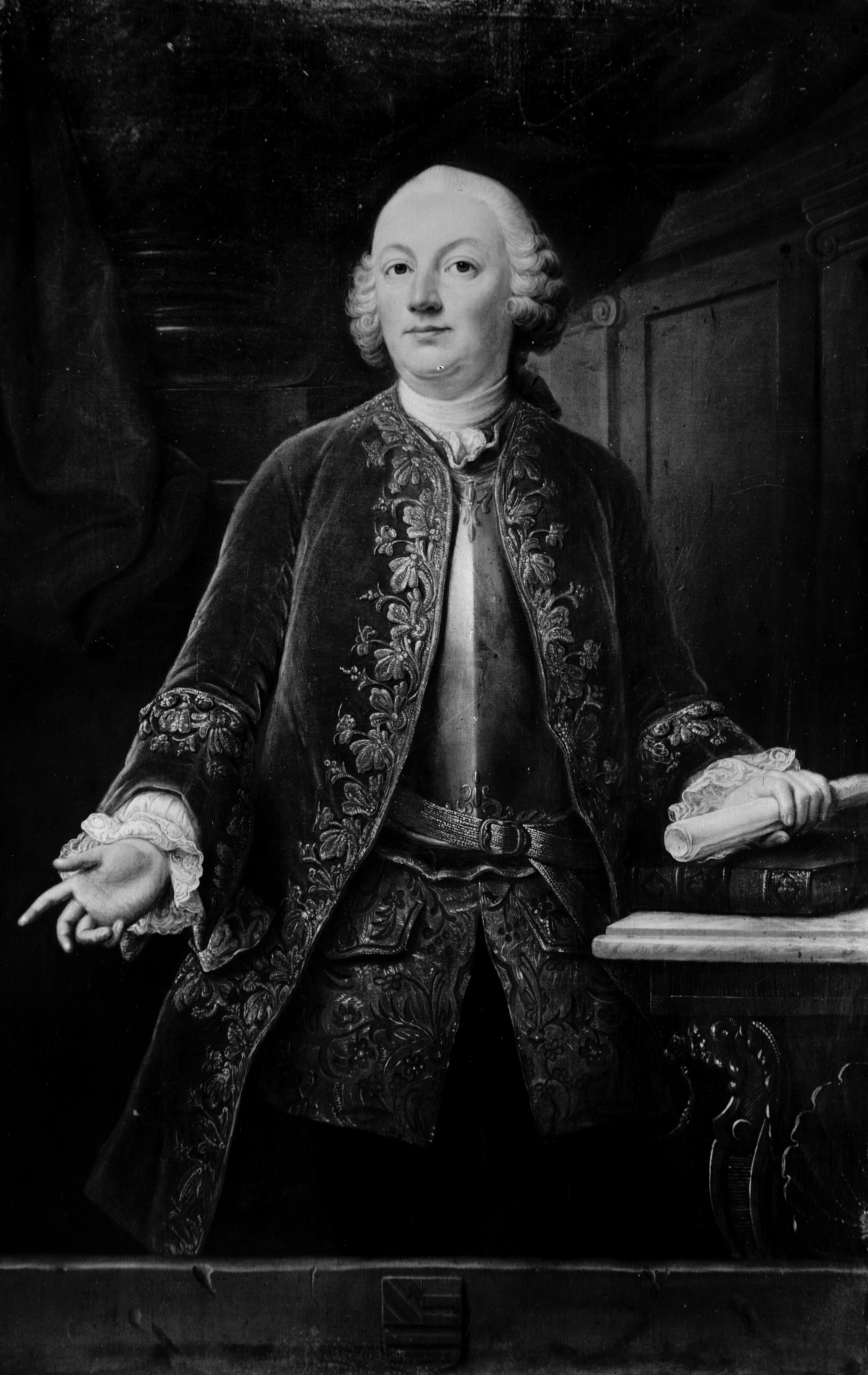
Onno Zwier van Haren (1713–1779)

## Wappen
Blasonierung: Schild von Silber und Rot neunmal geteilt. Im rechten Obereck eine Vierung von Gold und Rot sechsmal schräglinks geteilt. Auf dem Helm mit rot-silbernen Helmdecken ein roter Hut mit silberner Krempe, besteckt mit rechts einem roten und links einem weißen Eselsohr.